# Talofofo Falls
Talofofo Falls är ett vattenfall i Guam (USA).   Det ligger i Ugum River i kommunen Talofofo, i den södra delen av ön Guam, 17 km söder om huvudstaden Hagåtña. Talofofo Falls ligger 30 meter över havet. Genomsnittlig årsnederbörd är 2 405 millimeter. Den regnigaste månaden är september, med i genomsnitt 611 mm nederbörd, och den torraste är april, med 26 mm nederbörd.